# Мирне (Решетилівська міська громада)
Ми́рне —  село в Україні, у Решетилівській міській громаді Полтавського району Полтавської області. Населення становить 54 осіб. До 2020 орган місцевого самоврядування — Лиманська Перша сільська рада.

## Географія
Село Мирне знаходиться на відстані 1,5 км від села Тури. Селом протікає пересихаючий струмок з загатою.

## Населення

### Мова
Розподіл населення за рідною мовою за даними перепису 2001 року:
| Мова       | Кількість | Відсоток |
| ---------- | --------- | -------- |
| українська | 50        | 92.59%   |
| російська  | 4         | 7.41%    |
| Усього     | 54        | 100%     |

## Виникнення села. Історія села у XVIII- на початку ХХ століття
До 70-х років ХХ століття село Мирне мало назву Натягайлівка.
Козацькі хутори на території сучасного села Мирне виникли у XVIII столітті.
Із середини ХІХ століття село було відоме під назвою Скиданівські хутори (хутори Скидана).
Так, у 1859 році на козацьких Скиданівських хуторах у 19 дворах мешкали 152 особи (75 чоловіків і 77 жінок).
Хутір Скидана позначений на карті Ф. Ф. Шуберта 1868 року видання. До складу хутора Скидани входило тоді 24 двори.
Як хутір Натягайлівка (що поглинув у себе навколишні хутори, у тому числі і Скидани) населений пункт став відомий наприкінці ХІХ століття. Зокрема, на 1900 рік на Натягайлівських хуторах (включно з хуторами Ляшенки і Скидани), що входили до складу Демидівської волості Полтавського повіту у 37 дворах проживали 192 особи, у тому числі 107 чоловіків і 85 жінок. Працювала школа грамоти.
На 1912 рік на хуторі Натягайлівка проживали 154 мешканці (72 чоловіки та 82 жінки).

## Натягайлівка у 1917-1941 роках
За даними Всесоюзного перепису населення 1926 року на хуторі Натягайлівка Чернещанської сільської ради Решетилівського району у 49 господарствах проживали 286 мешканців (138 чоловіків, 148 жінок).
Хутір Скидани Чернещанської сільської ради поміщений у Перепису окремо. У ньому на цей же рік у 48 господарствах мешкали 261 особа, у тому числі 130 чоловіків та 131 жінка.
Усі мешканці Натягайлівки на 17 грудня 1926 року - виключно українці, лише у Скиданах - одна родина з семи осіб - росіяни [6].
Таким чином, разом на хуторах Натягайлівка і Скидани у 1926 році мешкали 547 осіб.
За даними «Національної книги пам'яті жертв Голодомору 1932-1933 років в Україні. Полтавська область» [Архівовано 24 лютого 2014 у Wayback Machine.] встановлені імена 39 загиблих мешканців села Натягайлівка [5].

## У роки Другої світової війни
Німецькі війська окупували село 17 вересня 1941 року.

## Село у другій половині ХХ століття
Наприкінці 80-х років ХХ століття у селі функціонували навчально-виховний комплекс "Початкова школа-дитячий садок", клуб, працювала вівцеферма.
На січень 1989 року у селі Мирному Потічанської сільської ради постійно проживали 84 особи (31 чоловік та 53 жінки).

## Мирне у роки незалежності
Під час останнього перепису у грудні 2001 року в селі Мирному Першолиманської сільської ради мешкали 53 особи.
12 червня 2020 року, відповідно до розпорядження Кабінету Міністрів України № 721-р «Про визначення адміністративних центрів та затвердження територій територіальних громад Полтавської області», село увійшло до складу Решетилівської міської громади.
19 липня 2020 року, в результаті адміністративно - територіальної реформи та ліквідації Решетилівського району, село увійшло до складу новоутвореного Полтавського району Полтавської області.